# القوة البرية السلوفاكية
القوات البرية السلوفاكية، والمعروفة أيضًا باسم الجيش السلوفاكي، هي فرع الخدمات البرية المتخصصة للقوات المسلحة السلوفاكية.